# 라트비아의 노래와 춤의 축전

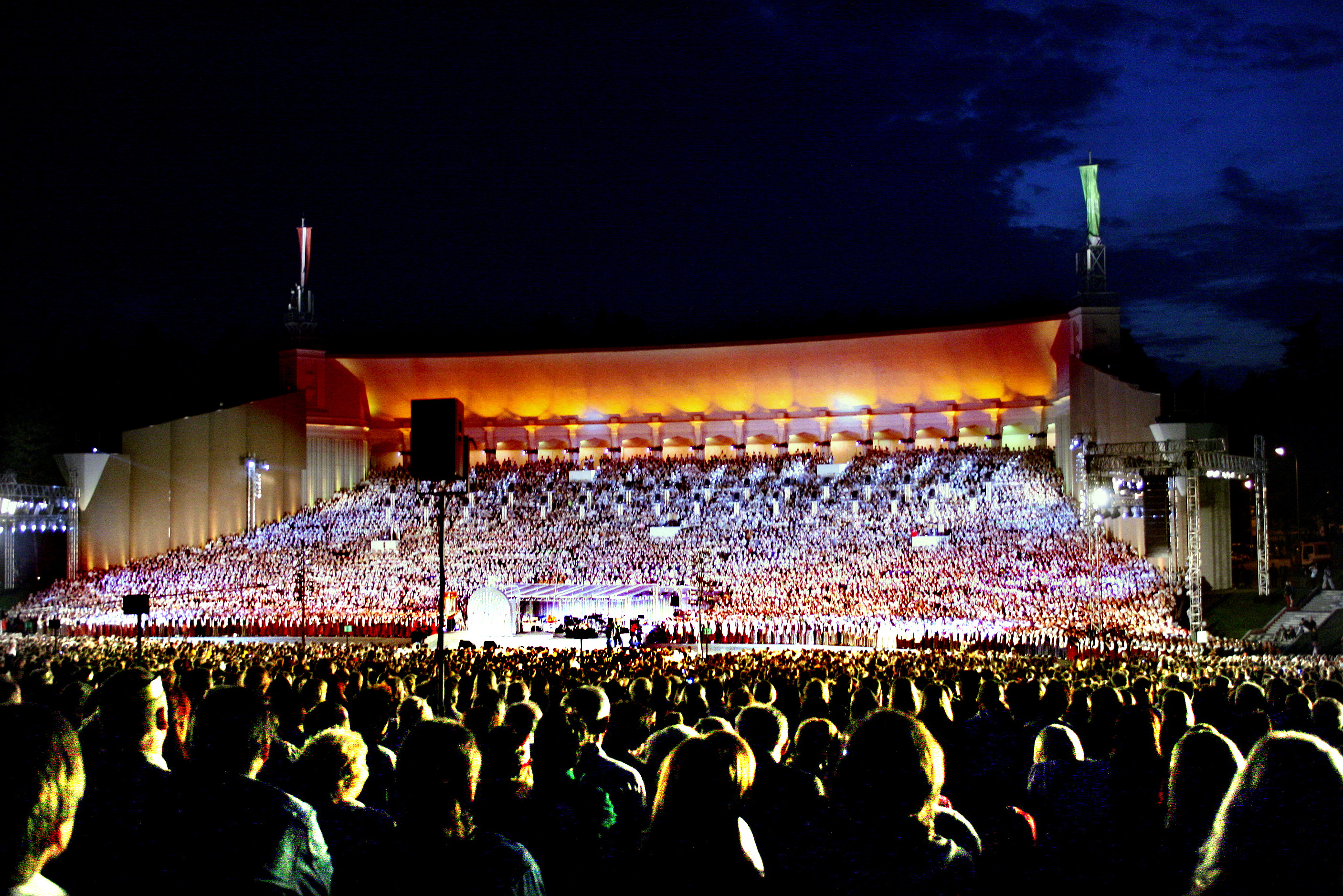

라트비아의 노래와 춤의 축전(Vispārējie latviešu Dziesmu un Deju svētki)은 라트비아에서 5년마다 열리는 축제이다. 라트비아의 수도 리가에서 공연이 열리며 사람들은 전통의상을 입는다. 1873년부터 전해져 내려오는 전통을 자랑하며, 축제 기간 동안 라트비아의 각 지역 및 전통 문화와 관련된 각 예술 분야의 예술가는 자신의 작품을 통해 주민과 손님이 라트비아의 다양한 문화를 즐길 수 있게 한다.
19세기 초 독일, 스위스, 오스트리아에서 합창행사를 진행한 것에서 출발하였다. 오늘날 라트비아의 문화 발전에 중요한 역할을 했던 축제는 Daugava River Music Festival로 1836년에 열렸다. 이 행사는 발트지역에서 열린 첫 번째 음악 행사였고 라트비아의 수도 리가에 있는 콘서트장 그리고 공원에서 합창 공연이 열렸다. 이후, 레발(에스토니아의 수도인 탈린의 옛 이름)과 리가에서 다른 행사들도 열리기 시작했다. Song festival의 토대가 된 행사는 발트 지역에 살던 독일 성직자 겸 작가 Juris Neikens에 의해 기획되었으며 1864년 그는 Dikļi에서 첫 번째 라트비아 남성 합창 모임을 결성했고 120명의 가수와 학생들로 구성된 6개의 합창단이 참여했다. 이후 1865년 Matīši, 1866년 Rūjiena, 1876년 Jaunpils, 1868년 Smiltene 그리고 1869년 Cesvaine에서 비슷한 행사들이 열렸고, 1870년 Jānis Bētiņš는 Dobele에서 400명의 가수와 40명의 오케스트라 단원이 참여한 Kurzeme Song Festival을 열었으며 이 행사는 종종 ‘오늘날 라트비아 노래 축제의 리허설’이라고 불리기도 한다.
7월 1일, 리가 성당에서의 전통 음악 콘서트를 시작으로 리가를 행진하는 행사가 이어지며 행진은 참가자들의 특별한 오프닝 행사가 시작되면 막을 내린다. 축제에서 가장 주목해야 할 공연은 Māra's Country 춤 공연과 마지막 콘서트인 Following the Starry Path이다. Māra's Country 춤 공연에서는 약 17000명의 무용수가 Daugava 스테디움에서 음악, 춤 등 공연을 한다. 마지막 콘서트인 Following the Starry Path는 Mežaparks의 야외 무대에서 열리며 12000명의 가수들은 3시간 동안 라트비아의 합창곡을 부른다.
라트비아의 노래와 춤의 축전은 2003년 인류무형문화유산에 등재되었고, 2008년 발트 노래와 춤의 축전으로 확장되어 에스토니아, 라트비아, 리투아니아의 인류무형문화유산으로 등재되었다.

## 같이 보기
- 노래와 춤의 축전